# Mallota meromacrimima
Mallota meromacrimima är en tvåvingeart som beskrevs av Hull 1941. Mallota meromacrimima ingår i släktet hålblomflugor, och familjen blomflugor.
Artens utbredningsområde är Madagaskar. Inga underarter finns listade i Catalogue of Life.